# Colegiul Național Liceal „Zinca Golescu”
Colegiul Național „Zinca Golescu” este un colegiu din Pitești, situat pe strada Egalității 34-36, într-o clădire care este și monument istoric (cod LMI AG-II-m-B-13412). În 2021 s-au celebrat 100 de ani de la înființarea sa. Zinca Golescu reprezintă un colegiu de top, evidențiindu-se prin mediile obținute de către elevi la examenul de bacalaureat, rata de promovabilitate fiind de 99%. În cadrul colegiului se dezvoltă o serie de diferite specializări: Matematică-Informatică, Matematică-Informatică Intensiv Informatică, Matematică-Informatică Bilingv Limba Engleză, Științe ale Naturii, Științe ale Naturii Bilingv Limba Engleză, Filologie, Filologie Bilingv Limba Engleză și Științe Sociale. Liceul prezintă patru laboratoare de informatică, un laborator de limbi străine, un laborator de biologie, unul de chimie și unul de fizică. În 2016 s-au început lucrările de modernizare ale liceului, acesta urmând să ajungă un liceu modern odată cu împlinirea a 100 de ani de la primul sunet al clopoțelului.

## Istoric
Școala secundară de fete gradul II, astăzi Colegiul Național Zinca Golescu din Pitești a fost înființată în baza Legii asupra învățământului secundar și superior adoptată în  1912, în timpul guvernului Petre P. Carp, ministrul cultelor și instrucțiunii publice fiind Constantin C. Arion, doctor în drept, membru de onoare al Academiei Române (1912). Legea era o continuare a politicii  de dezvoltare și modernizare a statului român, inițiată de pașoptiști și amplificată în timpul domniei lui Alexandru Ioan Cuza și a regelui Carol I. Potrivit prevederilor noii legi, Învățământul secundar era urmat de băieți în gimnaziu și licee, iar de fete, în școlile secundare de fete de gradul I și II.
O altă lege care va influența mult învățământul secundar va fi și Legea Învățământului și Superior din 15 mai 1928, adoptată de guvernul Vintilă Brătianu, ministru al instrucțiunii publice fiind dr. Constantin Angelescu, medic, profesor universitar, membru de onoare al Academiei Române, prin care se stabilește o nouă structură: „Învățământul secundar se dă: pentru băieți în gimnazii și licee; pentru fete în școlile secundare de fete de gradul I și II împarte ciclul inferior; primele 3 clase și ciclul superior, cu 4 clase”.
Începând cu anul școlar 1928-1929, învățământul se va desfășura sub noua lege care introducea pentru învățământul secundar liceele unitare. Durata școlarizării va fi de 7 ani și toate școlile secundare vor lua denumirea de liceu.
Conform noii legi, Școala secundară de fete gradul II Pitești va lua denumirea de Liceu de fete de tipul C (cu 7 clase. În noua lege se stabileau mai multe tipuri de școli. Pentru gimnazii erau rezervate primele tipuri A și B: tipul A cu trei clase (I-III) și tipul B cu șase clase (I a, b - III a, b). Tipurile C, D și E erau destinate liceelor: tipul C funcționa cu 7 clase, tipul F funcționa cu 10 clase (I, a, b - III a, b).
Deși se părea că această nouă lege din 1928 răspundea imperativ timpului, a îmbrăcat un caracter experimental, limitat de multe neajunsuri, cum ar fi programe încărcate, durata scurtă de școlarizare, dificultăți în sistemul de funcționare a claselor, ceea ce i-a adus o scurtă existență, până în 1934, când se va reveni la liceul de 8 clase. Din această cauză liceul va cuprinde între anii 1928-1948 două etape: etapa de liceu unitar de 7 clase - 1928-1934 și etapa de liceu cu 8 clase în perioada 1934-1948. În toată această perioadă (1928-1948) în documentele oficiale se va întâlni titulatura de Liceul de fete Mihail și Sevastița Vasilescu.
Performanțele obținute încă de la înființare, cunoscute și apreciate la nivel local și național, au determinat transformarea liceului în liceu-pilot, pentru experimentarea noilor metode de predare și de evaluare, începând cu anul 1968. 
Odată cu anul școlar 1977-1978 dispar liceele „real-umaniste”, înlocuite cu cele de matematică-fizică, științe naturale și industriale. Legea din 1978 introduce o anume clasificare a disciplinelor și anume: a) științele fundamentale exacte - matematică, fizică, chimie, biologie, b) însușirea concepției revoluționare despre lume, c) cunoașterea istoriei și culturii patriei.
Se va introduce în școli ca obiect Instruirea practică (ce se făcea în funcție de profilul liceului și de specializarea din cadrul liceului), urmând ca, din anul școlar 1981-1982, instruirea practică să se transforme în instruire practică productivă, școlile având un plan de producție ce trebuia realizat.
Aceste modificări aveau să se simtă și în viața Liceului Zinca Golescu. Astfel, a trebuit găsit spațiu pentru construirea unor ateliere școlare și, în acest sens, este meritul maiștrilor instructori Ion Șt. Dumitru, Zbengheci Teodor și Toma Gheorghe, dar și în găsirea unei întreprinderi patronatoare unde elevii (în marea lor majoritate fete) să poată face practica în producție.
Transformarea Colegiului în Liceu de Științe ale Naturii s-a realizat în urma discuțiilor purtate între conducerea școlii (Vasilescu Nicolae, director, și Radiana Grecu, director adjunct) și Inspectoratul școlar județean (Stan I. Florea, inspector școlar general, Constantin Voiculescu, inspector școlar general adjunct) și au avut ca argument rezultatele bune obținute de elevele și elevii liceului la biologie, chimie, fizică și opțiunile lor pentru cariera în care vor să se pregătească și să lucreze.
Calitatea procesului de învățământ este confirmată și de rezultate pe care le-au obținut elevii / elevele liceului la diferite concursuri și olimpiade, atât la nivel local, județean, cât și la nivel național și internațional: limba română (Livia Popa, Vasilica Popescu, Elena Stancu, Georgeta Iliescu, Ioan Goetfert), limbi moderne (Elena Vasilescu, Ioana Marinescu), istorie (Emil Răcilă, Florica Dumitrescu, Marin Ghindescu), matematică (Nicolae Vasilescu, Niță Antoaneta, Teodor Nicolau, Paul Vâlceanu, Miron Tănăsescu, Ionescu Călina), fizică (Maria Boiangiu, Valeria Petrec, Emil Oprescu), chimie (Elena Popescu), Georgeta Grosu), biologie (Viorica Rotăreasa, Maria Budică, Gheorghe Truță), geografie (Romulus Sorescu, Constantin Ștefănescu), științe tehnologice (Tania Teodorescu), educație fizică (Elena Vorovenci, Elena Luca).

## Procesul instructiv-educativ al Colegiului Național „Zinca Golescu”
După desfășurarea evenimentelor din decembrie 1989, sistemul românesc de învățământ a fost într-un continuu proces de reorganizare care a fost destul de controversat, căutând acea direcție prin care să-și găsească o nouă identitate.
În termenii generali, obiectivele liceului ce solicitau transformarea în colegiu erau sinonime cu cele elaborate în cadrul reformei învățământului din țară; acestea urmăreau realizarea unei pregătiri științifice și profesionale la nivelul standardelor de pregătire din țările U.E., adaptată noilor cerințe ale unei societăți democratice, ale unei economii de piață, în concordanță cu evoluția pieței muncii din România și în vederea facilitării restructurării economice.
În această perioadă au fost folosite mai multe planuri cadru ce cuprindeau trunchi comun (TC), curriculum diferențiat (CD) și curriculum la decizia școlii (CDȘ). Din păcate, numărul de ore pe săptămână la unele clase depășea numărul de 30 de ore, ceea ce a făcut ca elevii, în unele zile de săptămână, să petreacă și șapte ore pe zi la școală, în condițiile în care sâmbăta a devenit zi liberă.
Curriculum la decizia școlii (CDȘ) se stabilește în funcție de propunerile venite din partea profesorilor și la alegerea elevilor. Astfel, putem enumera următoarele CDȘ-uri: Civilizații dispărute, Monarhia în România, Drepturi și libertăți constituționale, Economie aplicată, Românii în relațiile internaționale, O istorie a comunismului din România, Birotică, Tipologia problemelor de chimie, Concepte operaționale, Sintaxa, Volei, Educație pentru sănătate, Psihologie aplicată, Interferențe religie-știință, Complemente de matematică.
În afară de CDȘ, opțiunea școlii a fost aceea de menținere a filierei teoretice, dar și dezvoltare a unei filiere vocaționale, prin obținerea unui atestat profesional în domeniul informaticii și al limbilor străine.

## Proiecte educaționale

### Literatura în dimensiunea virtuală. Identitatea României în U.E.
Proiectul a fost inițiat și derulat de profesoara de limba și literatura română Corina Oprescu, în perioada 2005-2007, moment în care a fost preluat de profesoara de limba și literatura română Lavinia Rizoiu. Proiectul se desfășoară și în prezent, iar din echipa de proiect fac parte: director prof. dr. Maria Broștescu, director adjunct Daniela Luță, consilier educativ Viorica Brebeanu, prof. Narcisa Șuțan, bibliotecar Mariana Pandele și secretar șef Aurelia Firfirică.
Scopul proiectului este dezvoltarea și promovarea creativității elevilor din învățământul preuniversitar prin oferirea unei alternative de receptare a literaturii, în conformitate cu standardele educaționale europene.
Aspectele urmărite sunt: interdisciplinaritatea, crearea de material didactic, învățământul formativ.
Proiectul presupune implicarea elevilor în propria formare, stimulând această acțiune prin ideea de competiție, prin selectarea celor mai bune programe educative informatizate / documentare literare create de elevi.

### Campania de informare antidrog în rândurile adolescenților
Proiectul s-a derulat în anul școlar 2006-2007, în parteneriat cu Inspectoratul Județean de Poliție Argeș și Organizația Salvați copiii, cu scopul desfășurării unei campanii de informare și educare a adolescenților asupra riscului consumului de droguri.
Proiectul s-a finalizat cu un concurs la nivel județean, la care filmul de de scurt metraj al echipei EU.RO C.N.L. Zinca Golescu a obținut premiul I și cupa.
Coordonatori campaniei au fost: prof. Corina Oprescu și elev formator Gabriel Necula, clasa a XII-a C, iar echipa de proiect a fost alcătuită din elevii formatori: Oana Iordăchescu, Bogdan Veselovski, Bogdan Chilom, clasa a XII-a X, Țucă Maria, Chiriță Georgiana, clasa a XII-a B; Ghimeș Ana, Uram Mădălina, Son Alina, Sima Georgia, Ion Cătălin, clasa a X-a C.

### Cartea - tezaur universal de spiritualitate
Proiectul a fost inițiat de doamna profesoară Ligia Sgârdea în perioada 2011-2014, fiind dedicat Zilei internaționale a cărții pentru copii și tineret.
Proiectul a avut în vedere aplicarea principiului interdisciplinarității.

### Literatura și istoria - oglinda vieții
Proiectul a fost inițiat în anul 2012 de către profesoara de limba și literatura română Corina Oprescu (coordonatoarea proiectului 2012-2017), iar ca responsabili de proiect sunt: director prof. dr. Maria Broștescu, director adjunct Daniela Luță, consilier educativ: prof. istorie Viorica Brebeanu, prof. lb. și lit. română, Lavinia Rizoiu, prof. lb. și lit. română Narcisa Șuțan, prof. istorie Iuliana Burcea, bibliotecar Mariana Pandele, secretat șef Aurelia Firfirică.